# Amore mio (álbum)
Amore mio —en español: Amor mío— es el duodécimo álbum de estudio de la cantante Thalía, publicado por Sony Music el 4 de noviembre de 2014 en Latinoamérica y el 17 de noviembre de 2014 en los Estados Unidos.
Como parte de la promoción, el 9 de septiembre de 2014, la discográfica lanzó el primer sencillo del álbum titulado «Por lo que reste de vida». El sencillo ocupó el tercer lugar de ventas en las plataformas digitales y el número 6 en el Latin Pop Digital Songs.

## Promoción

### Sencillos
El 9 de septiembre de 2014, Thalía lanzó el primer sencillo del álbum, titulado «Por lo que reste de vida», compuesta por Ricardo Montaner. El sencillo, además de ocupar el primer puesto en ventas, logró el puesto número dos en el Billboard Latin Pop Songs. El 14 de octubre de 2014 fue lanzado el video musical del sencillo. Fue dirigido por Carlos Pérez y rodado en las afueras de Manhattan en una residencia antigua.
El 7 de enero de 2015 se lanzó el segundo sencillo del álbum, «Como tú no hay dos» junto a la cantante estadounidense Becky G en Estados Unidos. El tema solo fue lanzado en Norteamérica aunque no consiguió ingresar en ninguna lista oficial, dicho tema fue interpretado en vivo en la ceremonia número veintisiete de los Premio Lo Nuestro el 19 de febrero de 2015.
En México el segundo sencillo lanzado fue «Amore mio», lanzado el 30 de enero de 2015. El sencillo ocupó el primer puesto del top digital y el dos del top general de Monitor Latino en México.

## Recepción

### Crítica
El álbum fue bien recibido por la crítica, Thom Jurek del sitio web Allmusic afirma que el álbum «intenta caminar por el equilibrio entre lo orgánico y lo sintético». También elogió las dos colaboraciones del álbum, «Tranquila», ya que «las características apiladas de las voces casi de estilo flamenco y ritmos de hip-hop así como también Fat Joe ofrece cantando una ayuda al equipo», y la canción «Como tú no hay dos» junto a Becky G por sus «dramáticas guitarras acústicas y acordeón». Además mencionó que las palabras habladas que dan introducción «Tu puedes ser» enmarca una de las actuaciones más edificantes y sinceros del disco.
Judy Cantor-Navas del sitio web Rhapsody también ofreció una buena crítica, mencionando que la «la balada «Por lo que reste de vida» muestra una Thalía reducida a lo esencial, empezando con arreglos de voz y piano siguiendo con un drama musical donde la pista va creciendo rápidamente hacia un apasionado clímax de banda completa».
Janet Madrigal Béjar del sitio web Esmas afirma que «la cantante le apostó a la innovación con el lanzamiento de su nuevo disco, Amore mío, el cual llega con un toque diferente y lleno de grandes colaboraciones como con Becky G o Fat Joe», agregando que «Por lo que reste de vida» es uno de los sencillos que valen la pena de este disco. Finalmente, concluye la reseña asegurando que «Thalía regresa a la música con un disco fresco y muy romántico, que sin duda dejará huella en la escena musical actual».

## Lista de canciones
- Edición estándar

| Standard edition |                                    | |                                    |          |  |
| N.º              | Título                             | Escritor(es) | Producer(s)                        | Duración |  |
| 1.               | «Amore mio»                        | José Luis Roma | Armando Ávila/Thalía/Tommy Mottola | 3:47     |  |
| 2.               | «Por lo que reste de vida»         | Ricky Montaner | Armando Ávila/Thalía/Tommy Mottola | 3:38     |  |
| 3.               | «Más»                              | Thalía · Marcela De La Garza                                                                                           | Armando Ávila/Thalía/Tommy Mottola | 3:52     |  |
| 4.               | «Cerveza en México»                | Kenny Chesney (Spanish adaptation by Marcela De La Garza)                                                              | Armando Ávila/Thalía/Tommy Mottola | 3:38     |  |
| 5.               | «Lo más bonito de ti»              | Armando Ávila · José Luis Roma                                                                                         | Armando Ávila/Thalía/Tommy Mottola | 4:05     |  |
| 6.               | «Contigo quiero estar»             | Clarence Coffee · Jordan Johnson · Marcus Lomax · Michael Biancaniello · Stefan Johnson (Spanish adaptation by Thalía) | Armando Ávila/Thalía/Tommy Mottola | 3:52     |  |
| 7.               | «Cómete mi boca»                   | Thalía · Marcela De La Garza                                                                                           | Armando Ávila/Thalía/Tommy Mottola | 3:23     |  |
| 8.               | «Tranquila» (con Fat Joe)          | Thalía · Andrés Guardado · Armando Ávila · Marcela De La Garza                                                         | Armando Ávila                      | 3:32     |  |
| 9.               | «Tú y yo»                          | Baltazar Hinojosa · Marcela De La Garza · Orlando Vitto                                                                | Armando Ávila/Thalía/Tommy Mottola | 3:48     |  |
| 10.              | «Como tú no hay dos» (con Becky G) | Andy Clay · Matheus10 · Rassel Marcano                                                                                 | Armando Ávila                      | 4:12     |  |
| 11.              | «Solo parecía amor»                | Armando Ávila · José Luis Roma                                                                                         | Armando Ávila/Thalía/Tommy Mottola | 4:27     |  |
| 12.              | «Olvídame»                         | Carlos Macías | Armando Ávila/Thalía/Tommy Mottola | 4:03     |  |

- Edición deluxe

| Edición deluxe |                 |                              |                                    |          |  |
| N.º            | Título          | Escritor(es)                 | Producer(s)                        | Duración |  |
| 13.            | «Tú puedes ser» | Thalía · José Luis Roma      | Armando Ávila/Thalía/Tommy Mottola | 3:37     |  |
| 14.            | «Gracias»       | Thalía · Marcela De La Garza | Armando Ávila/Thalía/Tommy Mottola | 4:48     |  |

## Charts y certificaciones

### Semanales
| País           | Lista            | Mejor posición | Ref.   |
| 2014           | 2014             | 2014           | 2014   |
| -------------- | ---------------- | -------------- | ------ |
| México         | Top 20 Álbumes   | 1              | [ 18 ] |
| Estados Unidos | Top Latin Albums | 1              | [ 19 ] |
| Estados Unidos | Latin Pop Albums | 1              | [ 20 ] |
| Estados Unidos | Billboard 200    | 173            | [ 21 ] |

### Anuales
| País   | Lista        | Mejor posición anual | Ref.   |
| 2014   | 2014         | 2014                 | 2014   |
| ------ | ------------ | -------------------- | ------ |
| México | Top 20 anual | 14                   | [ 22 ] |

### Certificaciones
| País   | Organismo certificador | Certificación | Ventas certificadas |
| ------ | ---------------------- | ------------- | ------------------- |
| México | AMPROFON               | Platino + Oro | 90 000              |

## Créditos y personal

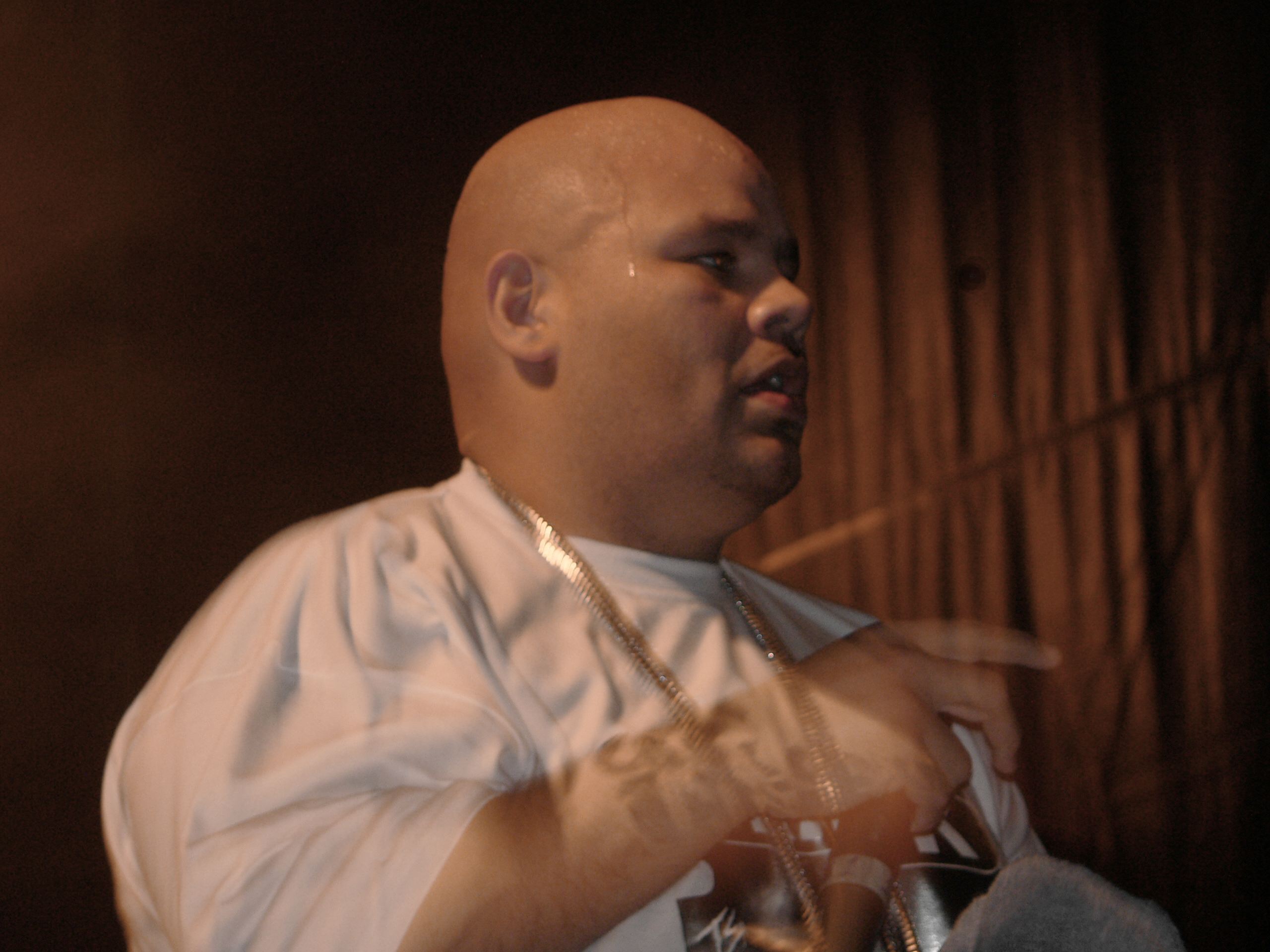
El rapero estadounidense Fat Joe interpreta junto a Thalía la canción «Tranquila».

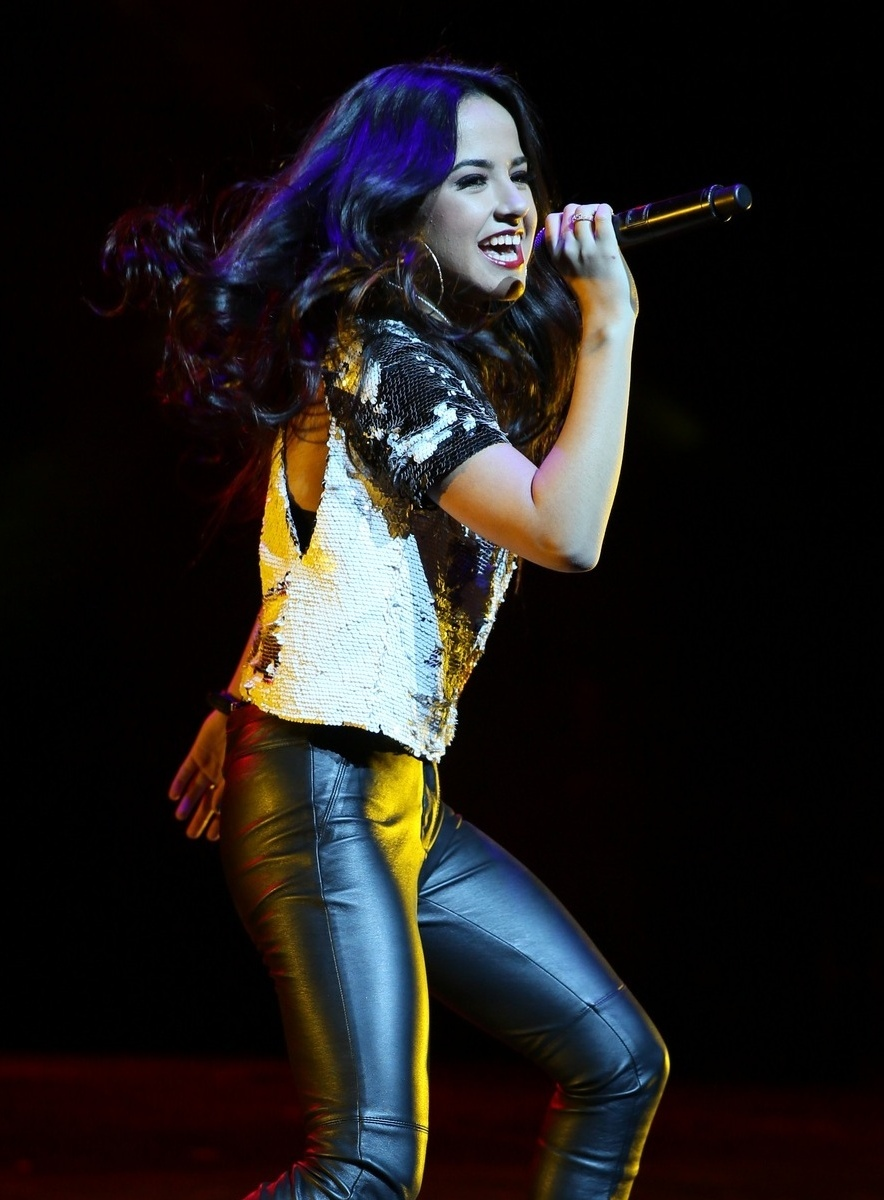
La cantante Becky G interpreta «Como tú no hay dos».

Créditos por Amore mio, publicados por Allmusic.
- Thalía Sodi - Adaptación, compositora, productora
- Armando Ávila - Arreglos, compositor, productor
- Michael Biancaniello - Compositor
- Kenny Chesney - Compositor
- Andy Clay - Compositor
- Clarence Coffee, Jr. - Compositor
- Marcela de la Garza - Adaptación, compositor
- Fat Joe - Artista invitado
- Paul Forat - A&R
- Becky G - Artista invitada
- Andres "Chano" Guardado - Compositor
- Baltazar Hinojosa - Compositor
- Jordan Johnson - Compositor
- Stefan Johnson - Compositor
- Marcus Lomax - Compositor
- Carlos Macias - Compositor
- Rassel Marcano - Compositor
- Ricky Montaner - Compositor
- José Luis Roma - Compositor
- Orlando Vitto - Compositor